# 서울특별시의 시장 목록
바로가기:
가 나
다 라
마 바
사 아
자 차
카 타
파 하

## 가
- 가락시장 : 서울특별시 송파구 가락동
- 가리봉시장 : 서울특별시 구로구 가리봉동
- 갈현중앙시장 : 서울특별시 은평구 갈현동
- 강북종합시장 : 서울특별시 강북구 수유3동
- 개봉중앙시장 : 서울특별시 구로구 개봉동
- 경동시장 : 서울특별시 동대문구 제기동
- 경창시장 : 서울특별시 양천구 신월동
- 고덕시장 : 서울특별시 강동구 고덕동
- 고분다리골목시장 : 서울특별시 강동구 천호동
- 고척시장 : 서울트별시 구로구 고척1동
- 고척근린시장 : 서울특별시 구로구 고척2동
- 공덕시장 : 서울특별시 마포구 공덕동
- 공릉동도깨비시장 : 서울특별시 노원구 공릉동
- 공항시장 : 서울특별시 강서구 공항동
- 관악신사시장 : 서울특별시 관악구 신사동
- 광장시장 : 서울특별시 종로구 예지동
- 구로시장 : 서울특별시 구로구 구로4동
- 구의시장 : 서울특별시 광진구 구의2동
- 금남시장 : 서울특별시 성동구 금호동3가
- 길동골목시장 : 서울특별시 강동구 길동
- 까치산시장 : 서울특별시 강서구 화곡동

## 나
- 낙성대시장 : 서울특별시 관악구 낙성대동
- 남대문시장 : 서울특별시 중구 남창동
- 남문시장 : 서울특별시 금천구 독산3동
- 남성시장 : 서울특별시 동작구 사당동
- 노량진수산시장 : 서울특별시 동작구 노량진동
- 노룬산골목시장 : 서울특별시 광진구 자양4동
- 녹번시장 : 서울특별시 은평구 녹번동

## 다
- 당곡시장 : 서울특별시 관악구 보라매동
- 대림시장 (은평구) : 서울특별시 은평구 응암동
- 대림시장 (영등포구) : 서울특별시 영등포구 대림1동
- 대림중앙시장 : 서울특별시 영등포구 대림2동
- 대명시장 : 서울특별시 금천구 시흥동
- 대신시장 : 서울특별시 영등포구 신길1동
- 도곡시장 : 서울특별시 강남구 역삼동
- 돈암제일시장 : 서울특별시 성북구 동소문동5가
- 동대문시장 : 서울특별시 종로구 종로 266
- 동부골목시장 : 서울특별시 중랑구 상봉동
- 동원골목시장 : 서울특별시 중랑구 면목본동
- 둔촌역전통시장 : 서울특별시 강동구 성내동
- 뚝도시장 : 서울특별시 성동구 성수동2가

## 마
- 마장동축산물시장 : 서울특별시 성동구 마장동
- 마천중앙시장 :	서울특별시 송파구 마천동
- 마포농수산물시장 : 서울특별시 마포구 성산동
- 만리동시장 : 서울특별시 용산구 서계동
- 망원시장	: 서울특별시 마포구 망원동
- 망원월드컵시장 : 서울특별시 마포구 망원동
- 면곡시장 : 서울특별시 광진구 중곡3동
- 면목시장	 : 서울특별시 중랑구 면목7동
- 명일골목시장 :     서울특별시 강동구 명일동
- 모래내시장 : 서울특별시 서대문구 남가좌동
- 목3동시장 :	서울특별시 양천구 목3동
- 목4동전통시장 :	서울특별시 양천구 목4동

## 바
- 밤나무골시장 서울특별시 성북구 월곡동
- 방신중앙재래시장	서울특별시 강서구 방화동
- 방이시장	서울특별시 송파구 방이동
- 방천시장 서울특별시 강북구 송중동
- 방학동도깨비시장	서울특별시 도봉구 방학동
- 백련시장 서울특별시 서대문구 남가좌동
- 백운시장 서울특별시 도봉구 쌍문1동
- 번동북부시장	서울특별시 강북구 번동
- 봉일시장         서울특별시 관악구 은천동
- 봉천제일시장     서울특별시 관악구 청룡동
- 봉천중앙시장     서울특별시 관악구 중앙동

## 사
- 사가정시장 : 서울특별시 중랑구 면목3,8동
- 사러가시장 : 서울특별시 영등포구 신길3동
- 삼구시장 : 서울특별시 영등포구 영등포동5가
- 삼성동시장 : 서울특별시 관악구 삼성동
- 삼양시장 : 서울특별시 강북구 삼양동
- 새마을시장 : 서울특별시 송파구 잠실동
- 서울풍물시장 : 서울특별시 동대문구 천호대로4길 21
- 석관황금시장 : 서울특별시 성북구 석관동
- 석촌골목시장 : 서울특별시 송파구 석촌동
- 성내골목시장 : 서울특별시 강동구 성내2동
- 성대시장 : 서울특별시 동작구 상도동
- 송화골목시장 : 서울특별시 강서구 내발산1동
- 수유시장 : 서울특별시 강북구 수유동
- 수유북부시장 : 서울특별시 강북구 인수동
- 수일시장 : 서울특별시 은평구 수색동
- 신곡시장 : 서울특별시 양천구 신월6동
- 신도봉시장 : 서울특별시 도봉구 도봉1동
- 신림종합시장 : 서울특별시 관악구 신림4동
- 신사시장 : 서울특별시 관악구 신사동
- 신성시장 : 서울특별시 광진구 중곡4동
- 신영시장 : 서울특별시 양천구 신월1동
- 신원시장 : 서울특별시 관악구 신림1동
- 신월3동시장 : 서울특별시 양천구 신월3동
- 신중부시장 : 서울특별시 중구 오장동
- 신창시장 : 서울특별시 도봉구 창2동
- 쌍문시장 : 서울특별시 강북구 수유2동
- 쑥고개시장 : 서울특별시 관악구 청룡동

## 아
- 아현시장 : 서울특별시 마포구 아현동
- 암사종합시장 : 서울특별시 강동구 암사동
- 약수시장(신당) : 서울특별시 중구 신당동
- 약수시장(신월) : 서울특별시 양천구 신월7동
- 양지시장 : 서울특별시 강동구 암사3동
- 양평시장 : 서울특별시 영등포구 양평동4가
- 연서시장 : 서울특별시 은평구 불광동
- 영도시장 : 서울특별시 동작구 상도2동
- 영동시장 : 서울특별시 강남구 논현동
- 영동교시장 : 서울특별시 광진구 자양동
- 영등포시장 : 서울특별시 영등포구 영등포동2가
- 영일시장 : 서울특별시 영등포구 문래동3가
- 영진시장 : 서울특별시 영등포구 신길동
- 영천시장 : 서울특별시 서대문구 영천동
- 용두시장 : 서울특별시 동대문구 용두동
- 용문시장 : 서울특별시 용산구 용문동
- 우리시장 : 서울특별시 영등포구 대림동
- 우림시장(망우) : 서울특별시 중랑구 망우본동
- 우림시장(난곡) : 서울특별시 관악구 난곡동
- 월곡시장 : 서울특별시 성북구 월곡동

- 이경시장 : 서울특별시 동대문구 휘경동
- 인왕시장 : 서울특별시 서대문구 홍제동
- 인헌시장 : 서울특별시 관악구 인헌동

## 자
- 자양골목시장 :	서울특별시 광진구 자양1동
- 장계시장	 : 서울특별시 성북구 장위동
- 장미원시장  :     서울특별시 강북구 수유동
- 장안시장    :    서울특별시 중랑구 면목5동
- 장위골목시장 :	서울특별시 성북구 장위동
- 전농로타리시장 :   서울특별시 동대문구 전농동
- 정릉시장 : 서울특별시 성북구 정릉3동
- 조광시장	: 서울특별시 영등포구 영등포동6가
- 조양시장 : 서울특별시 광진구 자양4동
- 종암시장 :  서울특별시 성북구 종암동
- 중곡제일시장 :	서울특별시 광진구 중곡1동
- 중부시장	: 서울특별시 중구 남창동
- 중앙시장	: 서울특별시 중구 황학동

## 차
- 창동시장(창2동) : 서울특별시 도봉구 창2동
- 창동골목시장(창3동) : 서울특별시 도봉구 창3동
- 창신골목시장 : 서울특별시 종로구 창신동
- 천호시장 : 서울특별시 강동구 천호동
- 청량리 전통 시장
- 청량리 청과물 시장
- 청량리 청과물,수산 시장

## 타
- 통인시장 : 서울특별시 종로구 통인동
- 태릉시장  : 서울특별시 중랑구 중화동

## 파
- 팽귄시장 : 서울특별시 관악구 조원동
- 평화시장 : 서울특별시 중구 을지로6가
- 포방터시장 : 서울특별시 서대문구 홍은2동
- 풍납동도깨비시장 : 서울특별시 송파구 풍납동

## 하
- 한남동도깨비시장 : 서울특별시 용산구 한남동
- 행당시장 : 서울특별시 성동구 행당동
- 현대시장(금천) : 서울특별시 금천구 시흥동
- 현대시장(동대문) : 서울특별시 동대문구 답십리동
- 현대시장(관악)  : 서울특별시 관악구 은천동
- 홍제시장     : 서울특별시 서대문구 홍제동
- 화곡남부골목시장 : 서울특별시 강서구 화곡4동
- 화곡본동시장 : 서울특별시 강서구 화곡본동
- 화곡중앙골목시장 : 서울특별시 강서구 화곡동
- 화양시장 : 서울특별시 광진구 군자동
- 후암시장 : 서울특별시 용산구 후암동